# Andrena saxonica
Andrena saxonica är en biart som beskrevs av Stoeckhert 1935. Andrena saxonica ingår i släktet sandbin, och familjen grävbin. Inga underarter finns listade i Catalogue of Life.